# Metzger
Metzger az Amerikai Egyesült Államok északnyugati részén, Oregon állam Washington megyéjében elhelyezkedő statisztikai- és önkormányzat nélküli település. A 2010. évi népszámláláskor 3765 lakosa volt. Területe 1,9 km², melynek 100%-a szárazföld.
A közösséget Herman Metzger alapította; 1908 és 1909 között élte virágkorát. Az Oregon Electric Railwaynek volt itt egy megállója Jefferson keleti részén, a Locust Streetnél.
A településtől nyugatra található a Washington Square bevásárlóközpont.

## Népesség

### 2010
A 2010-es népszámláláskor  3765 lakója, 1631 háztartása és 928 családja volt. A népsűrűség 1981,6 fő/km2. A lakóegységek száma 1735, sűrűségük 913,2 db/km2. A lakosok 80,1%-a fehér, 2,8%-a afroamerikai, 0,8%-a indián, 3,1%-a ázsiai, 2,1%-a a Csendes-óceáni szigetekről származik, 6,6%-a egyéb, 4,4%-a pedig kettő vagy több etnikumú. A spanyol vagy latino származásúak aránya 13,7% (10,8% mexikói, 0,3% Puerto Ricó-i, 0,1% kubai, 2,5% egyéb spanyol vagy latino származású.)
A háztartások 26,9%-ában élt 18 évnél fiatalabb. 40,5% házas, 11,2% egyedülálló nő, 5,2% egyedülálló férfi, 43,1% pedig nem család. 33,1% egyedül élt; 10,2%-uk 65 éves vagy idősebb. Egy háztartásban átlagosan 2,31 személy élt; a családok átlagmérete 2,95 fő.
A medián életkor 35,9 év volt. Lakóinak 22,6%-a 18 évesnél fiatalabb, 6% 18 és 24 év közötti, 32,4%-uk 25 és 44 év közötti, 28,5%-uk 45 és 64 év közötti, 10,5%-uk pedig 65 éves vagy idősebb. A lakosok 49,6%-a férfi, 50,4%-a pedig nő.

### 2000
A 2000-es népszámláláskor   3354 lakója, 1500 háztartása és 831 családja volt. A népsűrűség 1750 fő/km2. A lakóegységek száma 1583, sűrűségük 825,9 db/km2. A lakosok 86,02%-a fehér, 1,1%-a afroamerikai, 0,92%-a indián, 2,71%-a ázsiai, 0,98%-a a Csendes-óceáni szigetekről származik, 4,38%-a egyéb-, 3,88%-a pedig kettő vagy több etnikumú. A spanyol vagy latino származásúak aránya 8,5% (6,4% mexikói, 0,1% Puerto Ricó-i, 0,1% kubai, 2% pedig egyéb spanyol/latino származású.)
A háztartások 26,3%-ában élt 18 évnél fiatalabb. 43% házas, 8,5% egyedülálló nő; 44,6% pedig nem család. 35,1% egyedül élt; 10,7%-uk 65 éves vagy idősebb. Egy háztartásban átlagosan 2,23 személy élt; a családok átlagmérete 2,92 fő.
Lakóinak 22,4%-a 18 évesnél fiatalabb, 7,7% 18 és 24 év közötti, 35,6%-uk 25 és 44 év közötti, 23,5%-uk 45 és 64 év közötti, 10,8%-uk pedig 65 éves vagy idősebb. A medián életkor 36 év volt. Minden 100 nőre 97,6 férfi jut; a 18 évnél idősebb nőknél ez az arány 97,8.
A háztartások medián bevétele 41 361 amerikai dollár, ez az érték családoknál $57 159. A férfiak medián keresete $40 139, míg a nőké $28 023. Az egy főre jutó bevétel (PCI) $24 121. A családok 4,2%-a, a teljes népesség 7%-a élt létminimum alatt; a 18 év alattiaknál ez a szám 4,8%, a 65 évnél idősebbeknél pedig 9,1%.

## Fordítás
Ez a szócikk részben vagy egészben  a   Metzger, Oregon című angol Wikipédia-szócikk ezen változatának fordításán alapul.  Az eredeti cikk szerkesztőit annak laptörténete sorolja fel. Ez a jelzés csupán a megfogalmazás eredetét és a szerzői jogokat jelzi, nem szolgál a cikkben szereplő információk forrásmegjelöléseként.